# Salvați soldatul Ryan
Salvați soldatul Ryan (Saving Private Ryan) este un film epic de război din 1998. Acțiunea filmului are loc în timpul și după Invazia Normandiei din cel de-al doilea război mondial. Este regizat de Steven Spielberg după un scenariu de Robert Rodat.

## Distribuție
- Tom Hanks: Captain John H. Miller
- Adam Goldberg: Private Stanley Mellish
- Edward Burns: Private Richard Reiben
- Barry Pepper: Private Daniel Jackson
- Matt Damon: Private James Francis Ryan
- Tom Sizemore: Sergeant Mike Horvath
- Vin Diesel: Private Adrian Caparzo
- Harrison Young: Old James Ryan
- Giovanni Ribisi: Medic Irwin Wade
- Jeremy Davies: Corporal Timothy Upham
- Ted Danson: Captain Fred Hamill
- Paul Giamatti: Sergeant William Hill
- Dennis Farina: Lieutenant Colonel Walter Anderson
- Joerg Stadler: Steamboat Willie
- Max Martini: Corporal Henderson
- Nathan Fillion: Private James Frederick Ryan
- Rolf Saxon: Lieutenant Briggs
- Leland Orser: Lieutenant DeWindt
- Dylan Bruno: Corporal Toynbe
- Ryan Hurst: Paratrooper Mandelsohn
- Corey Johnson: Radioman Mackey
- John Sharian: Corporal Loeb
- Stéphane Cornicard: Jean
- Harve Presnell: General George Marshall
- Dale Dye: War Department Colonel
- Bryan Cranston: War Department Colonel
- Amanda Boxer: Margaret Ryan
- Kathleen Byron: Old Mrs. Ryan